# Габарит приближения строений

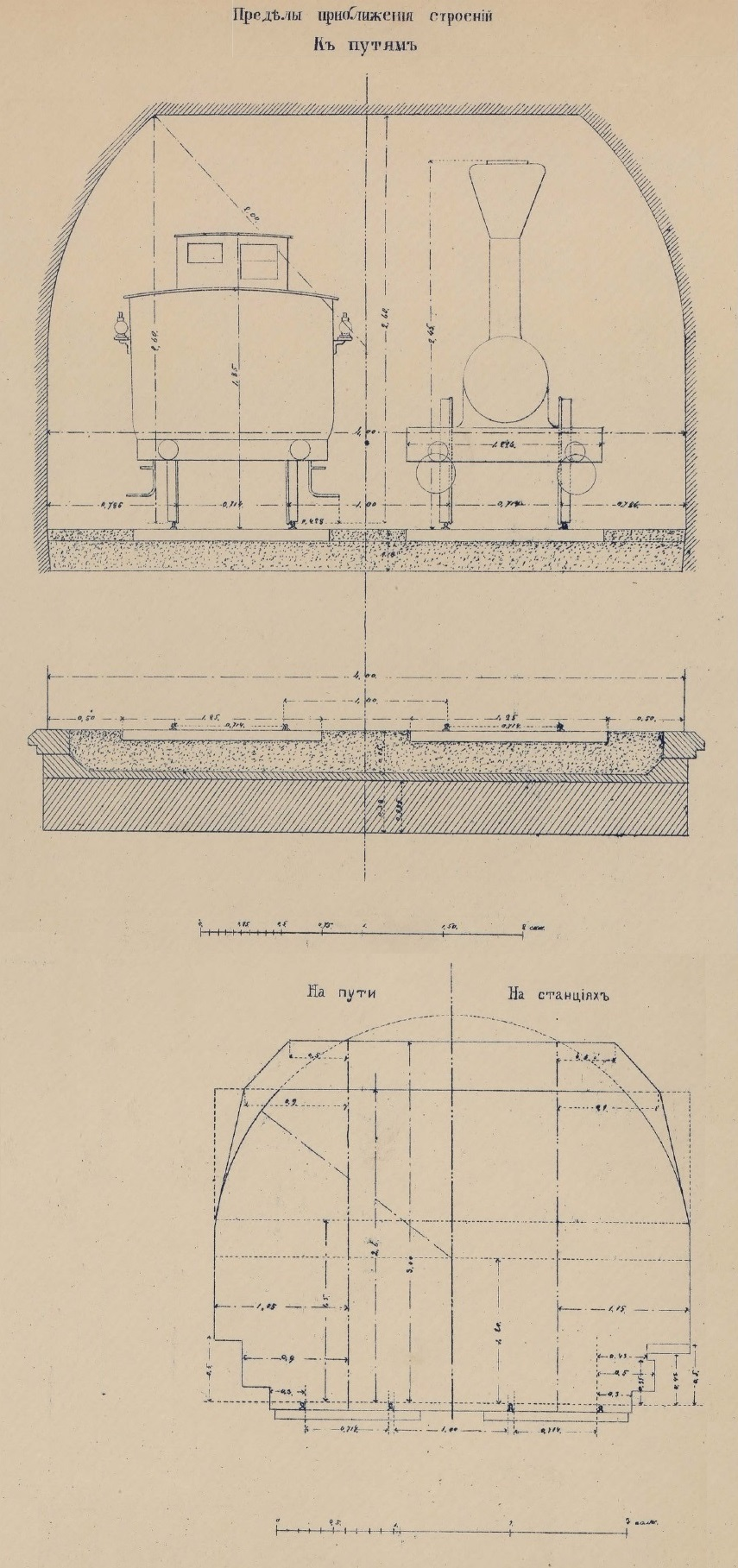
Габариты приближения строений 1860 года в Российской империи

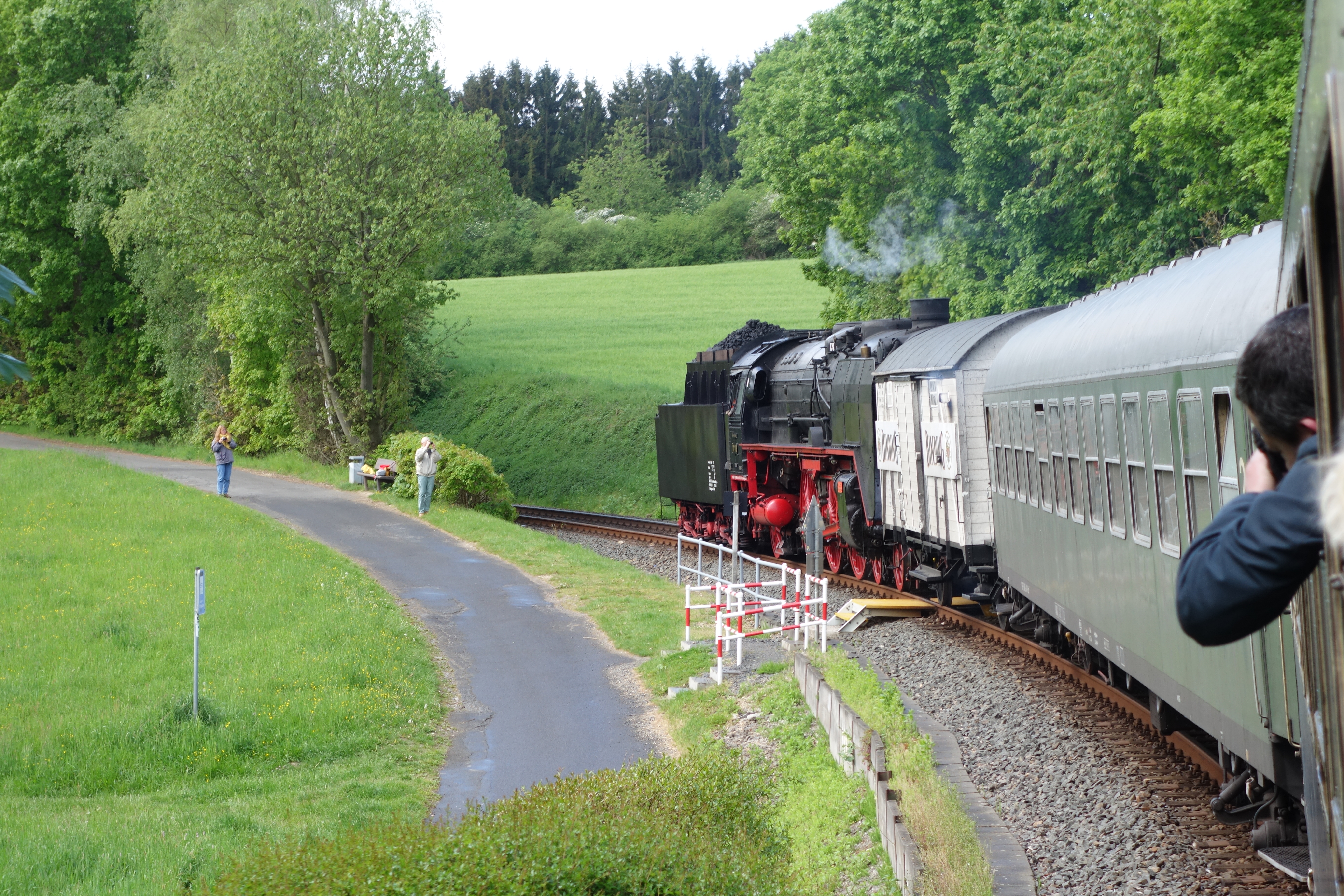
На узких поворотах длинные вагоны, подобные этому вагону экспресса длиной 26,4 метра, выступают в колею дальше, чем на прямом пути. (поворот 180° возле Кенигштайна)

Габарит приближения строений — предельное поперечное перпендикулярное оси пути очертание, внутрь которого, помимо подвижного состава, не должны входить никакие части сооружений и устройств. Исключение составляют лишь те устройства, которые предназначены для непосредственного взаимодействия с подвижным составом (вагонные замедлители, контактные провода и другие).
Государственным стандартом ГОСТ 9238-83 устанавливаются два вида габаритов приближения строений: С и Сп.
- Габарит С распространяется на пути, сооружения и устройства общей сети железных дорог и на подъездные пути от станции примыкания до территории промышленных предприятий.
- Габарит Сп отличается меньшими вертикальными размерами и распространяется на пути, сооружения и устройства, находящиеся на территориях и между территориями промышленных, транспортных предприятий и железнодорожных станций.

Размеры габаритов отсчитываются: горизонтальные — от оси пути; вертикальные — от уровня верха головки рельсов. Уровень головки рельсов определяется как горизонтальная линия, касательная к верху головки рельса. Поскольку рельс, уложенный в путь, имеет подуклонку, его поверхность катания не горизонтальна. В кривой, где наружная рельсовая нить имеет возвышение, уровень головки рельсов определяется на внутренней рельсовой нити.